# Referendum w Malawi w 1993 roku
Referendum w Malawi w 1993 roku – referendum w sprawie przywrócenia demokracji wielopartyjnej zostało przeprowadzone w Malawi 14 czerwca 1993r. Większość wyborców opowiedziała się za zakończeniem 27-letniego okresu jednopartyjnych rządów Partii Kongresowej Malawi. Wkrótce po wyborach prezydent Hastings Kamuzu Banda, sprawujący od ustanowienia kraju republiką w 1966r władzę autorytarną został pozbawiony stanowiska.
Rządząca partia podjęła wiele wysiłków w celu utrzymania statusu jedynej legalnie działającej siły politycznej w kraju argumentując, że wprowadzenie polityki wielopartyjnej doprowadzi do konfliktów na tle plemiennym i religijnym. Część doradców Bandy uważała zorganizowanie referendum za element polityki nacisku zachodnich państw nieprzychylnych reżimowi po upadku komunizmu. Mimo to niektórzy działacze partyjni byli pewni zwycięstwa w referendum i utrzymania statusu.
W następnym roku po referendum odbyły się w Malawi wybory powszechne, w których zwycięstwo odniosła strona opozycyjna.

Wyniki referendum z podziałem na regiony (po lewej) i dystrykty (po prawej)

## Wyniki
| Wybór                             | Głosy     | %     |
| --------------------------------- | --------- | ----- |
| System wielopartyjny              | 1 993 996 | 64,69 |
| System jednopartyjny              | 1 088 473 | 35,31 |
| Razem                             | 3 082 469 | 100   |
| Głosy ważne                       | 3 082 469 | 97,75 |
| Głosy nieważne                    | 70 979    | 2,25  |
| Wszystkie głosy                   | 3 153 448 | 100   |
| Zarejestrowani wyborcy/frekwencja | 4 699 527 | 67,10 |
| Źródło African Elections Database |           |       |